# Fahrwangen
Fahrwangen (schweizertyska: Faarwange) är en ort och kommun i distriktet Lenzburg i kantonen Aargau, Schweiz. Kommunen har 2 497 invånare (2023).